# Anal Cunt
Anal Cunt, poznat i kao AxCx ili A.C. je bio američki grindcore sastav iz Newtona, koji je prestao djelovati nakon smrti frontmena Setha Putnama 11. lipnja 2011.

## O sastavu
Osnovao ga je Seth Putnam 1988. godine a njegovo ime je nastalo od Putnamove želje "da dobije najuvredljivije, najgluplje, itd. moguće ime". U početku su stvarali
"anti-glazbu", bez ritmova, beatova, riffova, tekstova, imena pjesama ili bilo čega drugog uobičajenog za ostale sastave, no s vremenom su ipak to promijenili. Iako su u početku planirali snimiti samo jedan demo, te odraditi jedan nastup, snimili su ukupno osam studijskih albuma, te niz kompilacija i EP-ova. Kroz sastav su prošli mnogi glazbenici, te je kao jedini stalni član ostao pjevač Seth Punam.
Zbog cenzure, sastav se često oslovljava kao A.C., ili AxCx, te se i njihov logo sastoji od inicijala A.C. koji podsjećaju na anus i vulvu. Većina njihovih pjesama dugačke su oko jedne minute, te su poznati po kontroverznim tekstovima, zbog kojih su optuživani za promicanje nasilja, seskizma, homofobije, anitsemitizma i rasizma. Primjerice, često u imenima pjesama nazivaju nešto gej, npr. "You're Gay" (Ti si gej), "Recycling Is Gay" (Recikliranje je gej), te čak i "The Word 'Homophobic' Is Gay" (Riječ homofobičan je gej). Na albumu It Just Gets Worse su namjerno pisali ekstremne provokativne tesktove, kao npr. "You're Pregnant, So I Kicked You in the Stomach"  (Trudna si, pa sam te udario u trbuh) ili "I Sent a Thank You Card to the Guy Who Raped You" (Poslao sam zahvalnicu tipu koji te je silovao), "I Sent Concentration Camp Footage to America's Funniest Home Videos" (Poslao sam snimke iz koncentracijskog kampa na "Šaljivi kućni video") i "I Went Back in Time and Voted for Hitler" (Otišao sam natrag kroz vrijeme i glasao za Hitlera). Često vrijeđaju i druge glazbenike, kao u pjesmama "Limp Bizkit Think They're Black, But They're Just Gay" (Limp Bizkit misle da su crnci, ali zapravo su gej) i "Rancid Sucks (And The Clash Sucked Too)" (Rancid ne valja (The Clash također). Snimali su i obrade pjesama netipičnih za njihov stil, kao što su "Can't Touch This", "Stayin' Alive", "Just the Two of Us" i druge, a na albumu Picnic of Love parodirali su sami sebe. Naime, album je potpuno u suprotosti s njihovom glazbom, glasne i distorzirane gitare zamijenjene su akustičnom, vrišteći vokali falsettom, a sve su pjesme ljubavne i neuvredljive tematike. U jednom intervjuu, Punam je priznao da su namjerno slali snimke kritičarim za koje su znali da im se neće svidjetu, samo kako bi dobili lošu recenziju.
Dana 11. lipnja 2011. Seth Punam je u 43 godini preminuo od posljedica srčanog udara, nakon čega sastav prestaje s radom.

## Članovi sastava
- Seth Putnam – vokal, gitara (1988. – 2011.) (preminuo)
- Josh Martin – gitara (1996. – 2001., 2006.–)
- Tim Morse – bubnjevi (1988. – 1998., 2008.–)
- Fred Ordonez – gitara (1991. – 1992., 1992. – 1993.)
- Paul Kraynak – gitara (1993.)
- Scott Hull – gitara (1995.)
- John Kozik – gitara (1992. – 1995., 2003. – 2006.)
- John Gillis – bubnjevi (1999. – 2001., 2004. – 2006.)
- Nate Linehan – bubnjevi (1996. – 1999., 2003. – 2004, 2006. – 2007.)
- Mike Mahan – gitara (1988. – 1990., 2008.)

## Diskografija
Studijski albumi
- Everyone Should Be Killed (1994.)
- Top 40 Hits (1995.)
- 40 More Reasons to Hate Us (1996.)
- I Like It When You Die (1997.)
- Picnic of Love (1998.)
- It Just Gets Worse (1999.)
- 110 Song CD (2008.)
- Fuckin' A (2011.)

## Vanjske poveznice
- Službena MySpace stranica